# Hesperia (album)
Hesperia è il quinto album degli Stormlord, pubblicato nel 2013.

## Tracce
1. Aeneas – 6:05
2. Motherland – 4:37
3. Bearer of Fate – 6:44
4. Hesperia – 4:19
5. Onward to Roma – 6:38
6. Sic Volvere Parcas – 1:05
7. My Lost Empire – 5:27
8. Those Among the Pyre – 9:38

## Formazione
- Cristiano Borchi – voce, tastiera
- Andrea Angelini – chitarra
- Gianpaolo Caprino – chitarra, voce
- Francesco Bucci – basso, voce, tastiera
- David Folchitto – batteria

### Collaboratori esterni
- Elisabetta Marchetti – voce
- G/Ab Svenym Volgar dei Xacrestani – voce
- Simone d'Andrea – darbouka, doholla, udu, batteria, saz
- Mirko Palanchini – mandola
- Daniele Melis – benas